# Ágios Stéfanos (Phthiotide)
Pour les articles homonymes, voir Ágios Stéfanos.
Ágios Stéfanos, en grec moderne : Άγιος Στέφανος, est un village du dème de Domokós, dans le district régional de Phthiotide, en Grèce-Centrale.
Selon le recensement de 2011, la population du village s'élève à 312 habitants.